# Sanzhi
Sanzhi (chiń. upr. 三芝区; chiń. trad. 三芝區; pinyin Sānzhī qū; Wade-Giles San-chih ch’ü; pe̍h-ōe-jī Sam-chi-khu) – dzielnica (chiń. 區, qū) miasta wydzielonego Nowe Tajpej na Tajwanie. Znajduje się w północnej części miasta. 
23 czerwca 2009 komitet przy Ministrze Spraw Wewnętrznych Republiki Chińskiej zarekomendował przekształcenie dotychczasowego powiatu Tajpej (chiń. trad. 臺北縣; pinyin Taibei xiàn) w miasto wydzielone; wszystkie gminy wiejskie (chiń. 鄉, xiāng), jak Sanzhi, gminy miejskie i miasta wchodzące w skład powiatu zostały przekształcone w dzielnice (chiń. 區, qū). Ustawa weszła w życie 25 grudnia 2010 roku.
Populacja dzielnicy Sanzhi w 2016 roku liczyła 23 369 mieszkańców – 11 370 kobiet i 11 999 mężczyzn. Liczba gospodarstw domowych wynosiła 9431, co oznacza, że w jednym gospodarstwie zamieszkiwało średnio 2,48 osób.

## Demografia (2010–2016)
| Rok  | Liczba ludności | Gęstość zaludnienia | Kobiety | Mężczyźni | Gospodarstwa domowe |
| ---- | --------------- | ------------------- | ------- | --------- | ------------------- |
| 2010 | 23 263          | 352                 | 11 205  | 12 058    | 8842                |
| 2011 | 23 319          | 353                 | 11 279  | 12 040    | 8946                |
| 2012 | 23 460          | 355                 | 11 377  | 12 083    | 9078                |
| 2013 | 23 464          | 355                 | 11 371  | 12 093    | 9197                |
| 2014 | 23 480          | 355                 | 11 395  | 12 085    | 9279                |
| 2015 | 23 487          | 355                 | 11 389  | 12 098    | 9371                |
| 2016 | 23 369          | 354                 | 11 370  | 11 999    | 9431                |